# Máximo Hernández
Máximo Hernández Sánchez (Madrid, España, 11 de agosto de 1944-ib., 22 de marzo de 2020) fue un futbolista y entrenador español.

## Trayectoria

### Como jugador
Comenzó su carrera en las categorías inferiores del Club Deportivo Leganés, dando el salto a los dieciséis años a la cantera del Real Madrid C. F., donde jugó en categoría juvenil y luego en el equipo amateur. Del conjunto blanco pasó a la A. D. Rayo Vallecano, en una primera etapa de tres temporadas en el club vallecano.
De cara a la temporada 1968-69 fichó por el R. C. Celta de Vigo, donde jugó diecinueve partidos y consiguió el ascenso a Primera División. Conseguido el ascenso, tuvo ocasión de debutar en la máxima categoría el 14 de septiembre de 1969, en el estadio de Atocha, frente a la Real Sociedad de Fútbol, en una derrota del Celta por 2-1. En su primera campaña en Primera División jugó veintitrés partidos de Liga y se convirtió en el octavo jugador más utilizado por el técnico Roque Olsen en la temporada 1969-70.
Tras dejar el Celta fichó por el Real Sporting de Gijón, donde jugó dos campañas más en Primera División, antes de regresar de nuevo al Rayo Vallecano de cara a la temporada 1972-73. En esta etapa llegó a ser capitán del equipo de Vallecas. Más tarde, jugó también en el C. D. Eldense.

### Como entrenador
Dirigió al R. C. D. Carabanchel, al Atlético Madrileño, a la A. D. Ceuta, al Albacete Balompié, al Club Getafe Deportivo, a la A. D. Rayo Vallecano (al que entrenó en Primera y en Segunda División), al C. D. Colonia Moscardó, a la U. D. San Sebastián de los Reyes, al Real Aranjuez C. F., al Talavera C. F., al Xerez C. D. (con el que logró un ascenso a Segunda), al C. D. Numancia de Soria (al que también dirigió tanto en Segunda como en Primera). Además, también fue director deportivo en el Rayo Vallecano, el Numancia y el Albacete.

## Selección nacional
Llegó a ser tres veces internacional con España en la categoría sub-21.

## Clubes

### Como jugador
| Club                   | País   | Año       |
| ---------------------- | ------ | --------- |
| A. D. Rayo Vallecano   | España | 1965-1968 |
| R. C. Celta de Vigo    | España | 1968-1970 |
| Real Sporting de Gijón | España | 1970-1972 |
| A. D. Rayo Vallecano   | España | 1972-1974 |
| C. D. Eldense          | España | 1974-1975 |

### Como entrenador
| Club                             | País   | Año       |
| -------------------------------- | ------ | --------- |
| R. C. D. Carabanchel             | España | 1975-1976 |
| Atlético Madrileño               | España | 1976-1978 |
| A. D. Ceuta                      | España | 1978-1979 |
| Albacete Balompié                | España | 1979-1980 |
| Club Getafe Deportivo            | España | 1981-1982 |
| A. D. Rayo Vallecano             | España | 1983      |
| C. D. Colonia Moscardó           | España | 1986-1990 |
| C. P. Villarrobledo              | España | 1991-1992 |
| U. D. San Sebastián de los Reyes | España | 1994-1995 |
| Real Aranjuez C. F.              | España | 1995-1996 |
| Rayo Vallecano de Madrid         | España | 1997      |
| Rayo Vallecano de Madrid         | España | 1998      |
| Talavera C. F.                   | España | 1998-1999 |
| Xerez C. D.                      | España | 2001      |
| C. D. Numancia de Soria          | España | 2002-2003 |
| C. D. Numancia de Soria          | España | 2004-2005 |
| Albacete Balompié                | España | 2008      |
| Albacete Balompié                | España | 2009      |